# راه زرتشت
راه زرتشت (به انگلیسی: The Path Of Zarathustra) فیلمی در سبک رئالیسم جادویی محصول کشور هندوستان است کارگردان آن اوروازی ایرانی است. در این فیلم اروازی ایرانی، تام آلتر، روشاد رعنا و شیشیر شارما بازی می‌کنند. فیلمنامه این فیلم توسط نویسندهٔ مشهورِ پارسی‌نویس، فرخ دهندی نوشته شده است. این فیلم در ۴ سپتامبر ۲۰۱۵ اکران شد.

## داستان
داستان این فیلم در مورد سفر یک زن جوان مزدیسنایی است که پیرو دین نیاکانش است. سفر او از یک دهکده دورافتاده آغاز می‌شود، آنجا شاهد مرگ پدربزرگش است، سپس به بمبئی می‌رود و توسط پسر خوانده عمه‌اش که اعتراف می‌کند هنوز او را دوست دارد، مورد استقبال قرار می‌گیرد. این فیلم همچنین به روشی منحصر به فرد شخصیت‌هایی را از گذشتهٔ تاریخی و فلسفی آیین زرتشت مانند مانی (اعدام شده توسط روحانیان پارسی)، مزدک (اعدام شده به خاطر عقاید رادیکال کمونیستی) و زوروان را به زمان حال می‌آورد.

## بازیگران
- اوروازی ایرانی
- تام آلتر
- روشاد رعنا
- داریوش شروف
- فردوسی جوساولا
- ویوک تاندون

## تولید
این فیلم به‌وسیلهٔ شرکت اس‌بی‌آی (به انگلیسی: SBI Impresario Pvt) تولید شده است. این شرکت یک سازمان تولید رسانهٔ خانوادگی است که در سال ۱۹۷۵ به دست مدیر عامل و رئیس فعلی آن سوراب ایرانی بنیان شده است. اوروازی ایرانی دختر سوراب ایرانی در حال حاضر به عنوان مدیر این شرکت به همراه پدرش میراث شرکت را به عنوان فیلمساز عهده‌دار است.